# Monasterio de Santa Ana (Lazcano)
El monasterio de Santa Ana, también conocido como Monasterio (o Convento) de Bernardas Recoletas, es un edificio religioso habitado por una comunidad de monjas cistercienses de la Congregación de San Bernardo o de Castilla en la localidad de Lazcano (Guipúzcoa, País Vasco, España). Construido en estilo barroco entre los siglos XVII y XVIII, el monasterio está declarado Bien Cultural del País Vasco y forma parte del casco histórico de Lazcano, también declarado Conjunto Monumental (además de este monasterio, junto con el monasterio de Santa Teresa de Jesús (Benedictinos), el palacio de los Lazcano y la iglesia parroquial de San Miguel Arcángel).

## Historia
Este cenobio bernardo fue fundado por María de Lazcano, señora de la casa de Lazcano, en 1646, tras el fallecimiento de su esposo, el almirante Antonio Oquendo, y de su hijo Felipe, y años después de fundar a escasa distancia el monasterio de Santa Teresa, de monjas Carmelitas Descalzas. La primera comunidad, formada por cinco monjas recoletas bernardas, procedentes de Valladolid, se instalaron provisionalmente en casas particulares. A ellas se sumó en 1658, la misma fundadora, María de Lazcano, hasta su fallecimiento en 1664. Las obras de construcción del monasterio propiamente dicho arrancaron en 1650 y evolucionaron con parsimonia. Para 1706 estaban concluidos el claustro y el coro, y en 1716 se daba por finalizada la iglesia. La comunidad de monjas bernardas tomó posesión del edificio e inició vida religiosa en él el 8 de noviembre de 1716, día en que tuvo lugar la solemne inauguración.
El monasterio de Santa Ana de Lazcano fue declarado Bien Cultural del País Vasco como parte del Conjunto Monumental de la población en 1994. El de Lazcano es quizá el conjunto palaciego-conventual-eclesiástico de la época barroca más importante del País Vasco. En la actualidad, las monjas cistercienses conservan una fértil huerta y viven del trabajo en un taller de confección y de la encuadernación de libros. Regentan también una pequeña hospedería.

## Descripción

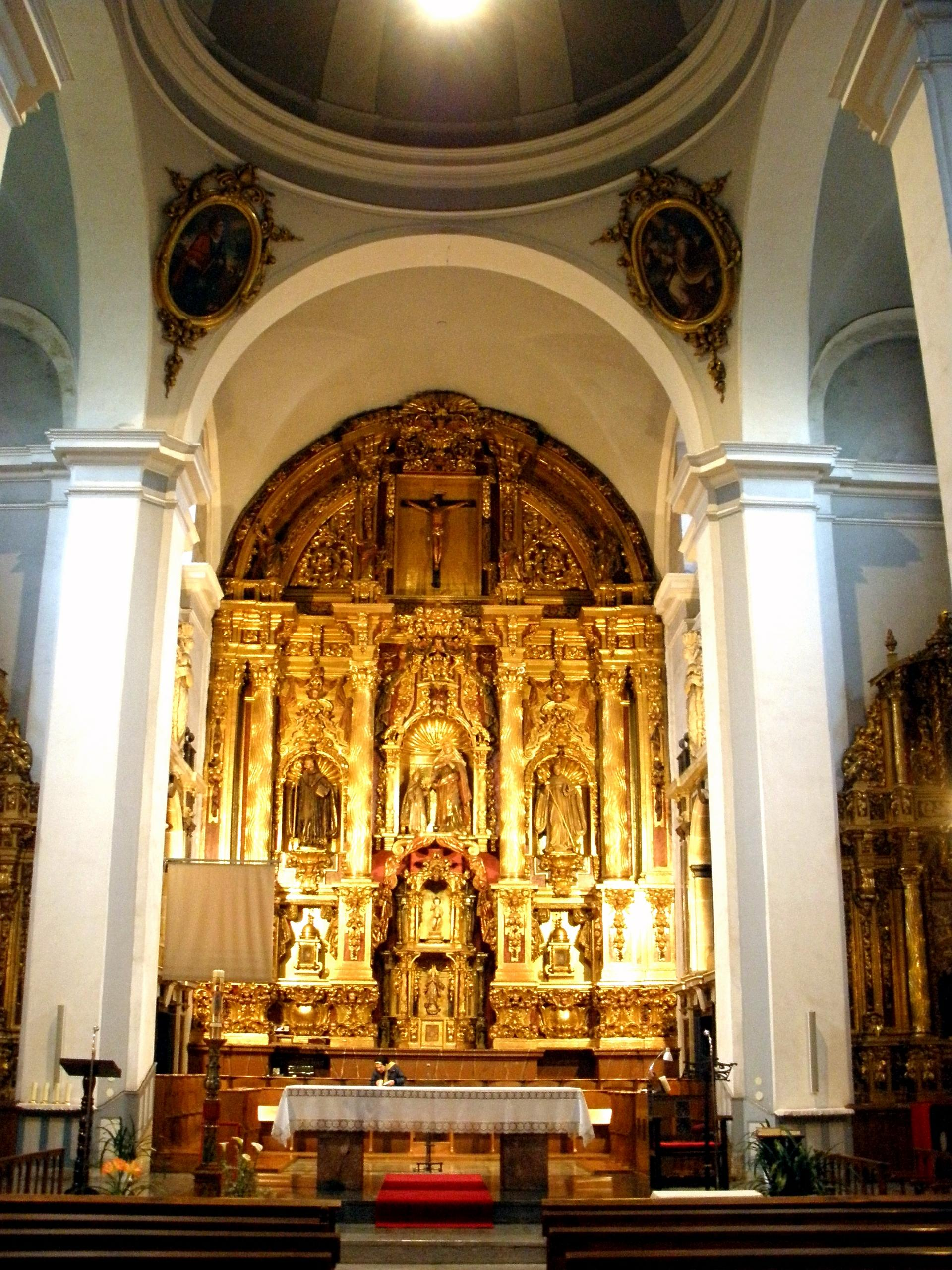
Cabecera de la iglesia

El elemento más destacado de este convento de clausura, de austera fisonomía exterior, es la iglesia, única parte del mismo que puede contemplarse al estar abierto al culto seglar. Su fachada, asomada a un cuidado jardín, está levantada en piedra sillar bien labrada y horizontalmente se organiza en dos cuerpos más un frontón de remate. El primer cuerpo es un volumen enteramente rectilíneo en el que la puerta adintelada aparece flanqueada por sendos pares de pilastras sin capitel que apenas se despegan del muro. Separado por un sencillo entablamento se levanta el segundo cuerpo, que también está dividido en tres áreas, algo más adelantada la central que las laterales. La calle central presenta una hornacina enmarcada
por escultura clasicista con decoración a base de bolas y pináculos; la misma acoge una talla en piedra de San Bernardo. El frontón que remata la fachada lleva decoración de bolas en sus vértices laterales y una cruz en el central rematada también por bolas. En su interior aparece un tímpano curvo en cuyo centro se encuentra el escudo de la Casa de Lazcano. 
I

### Retablos
Sobre este fondo de austeridad destaca el mobiliario, concretamente los tres retablos de la cabecera, el mayor y los colaterales, ejecutados entre 1714 y 1716 por Fermín Larráinzar, maestro carpintero y arquitecto de Pamplona. Su labor fue sufragada por José de Soraburu, oidor del Tribunal de la Cámara de Comptos del Reino de Navarra y Tesorero General de la guerra de esa provincia y de la de Guipúzcoa. El dorado, por su parte, fue labor efectuada por Francisco de Aguirre, dorador y estofador residente en la misma villa de Lazcano. Se impone en estos muebles el desarrollo arquitectónico, destacando, además de los soportes empleados, el temario decorativo, toda vez que la escultura no resulta ser de excesiva calidad. 
El retablo mayor es de tipo hexástilo, típico de la época, formado por el banco (apoyado en un sotabanco), un único cuerpo con tres calles y un ático semicircular con el Crucifijo. Las calles laterales acogen tallas de San Benito, fundador de la Orden Benedictina, con hábito negro, y San Bernardo de Claraval, principal impulsor de la Orden Cisterciense, con hábito blanco. En la calle central, presidiendo el mueble, la talla de Santa Ana con la Virgen Niña. Los retablos laterales, gemelos, constan de un cuerpo principal entre columnas de orden corintio y ático; están dedicados a dos familias santas: la de la Virgen María, con ella niña acompañada por sus padres San Joaquín y Santa Ana, y la de Jesús, con él niño y acompañado por San José y Santa María.

## Galería de imágenes

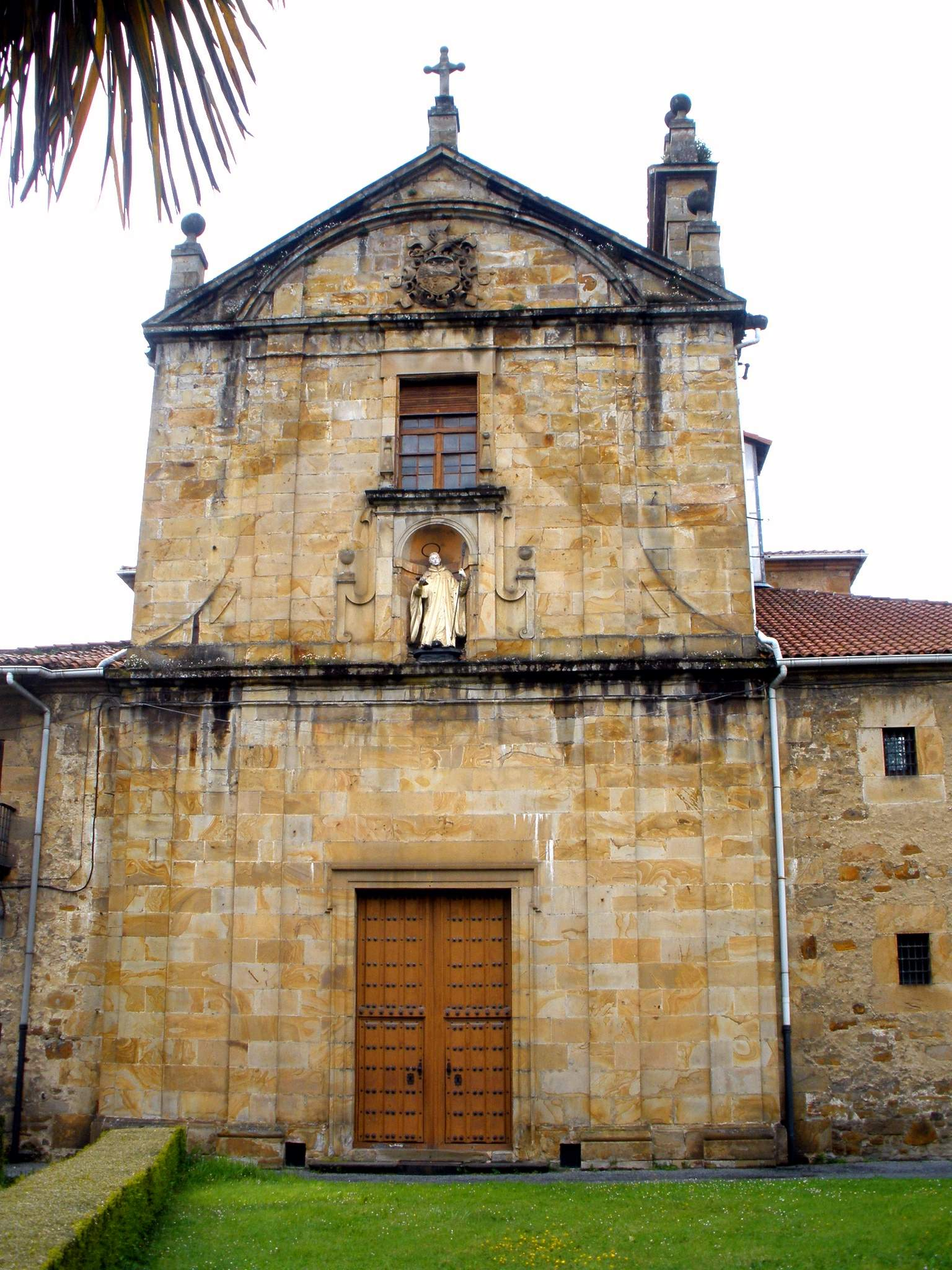
Fachada de la iglesia
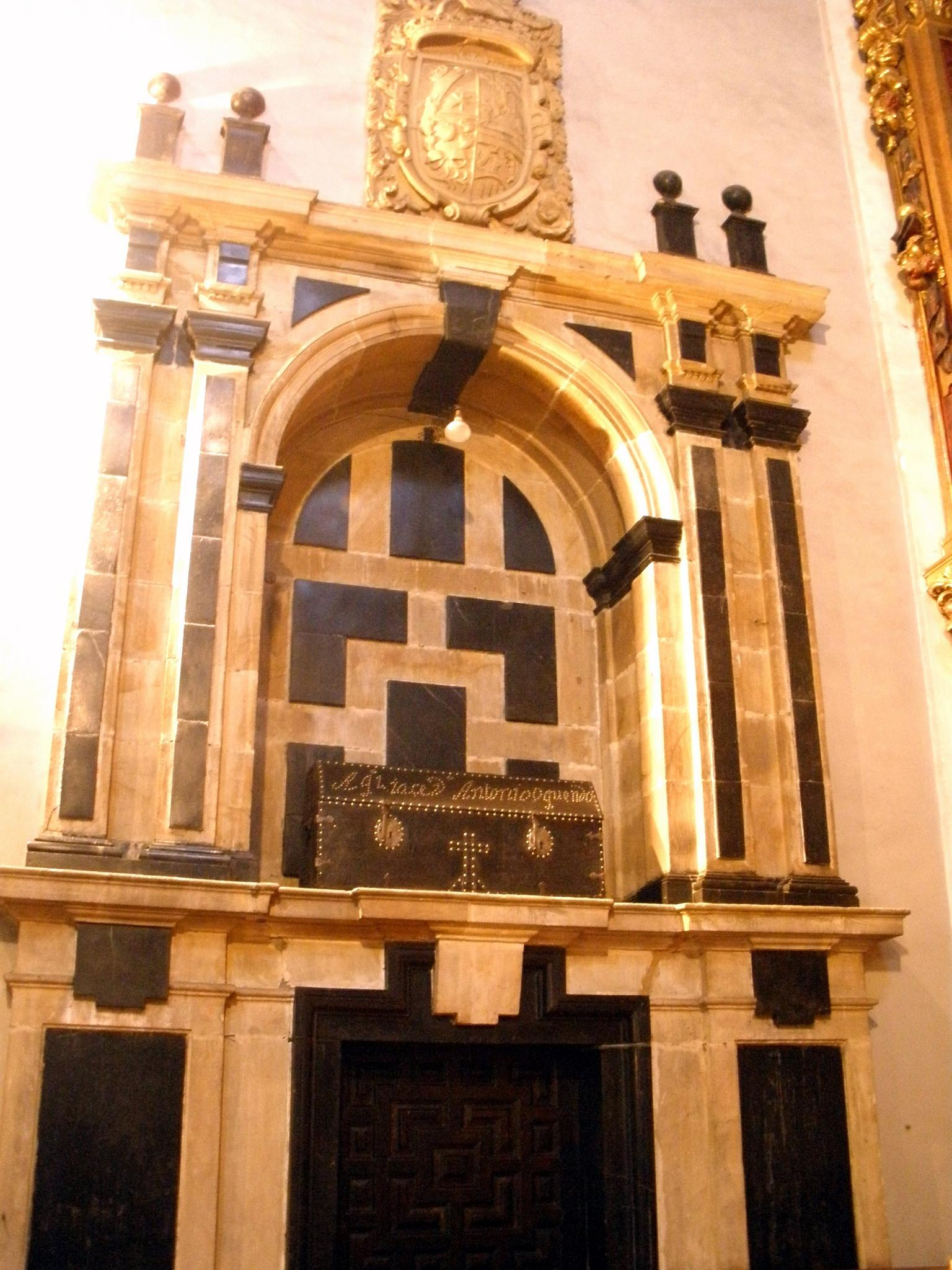
Sepulcro de la familia Lazcano
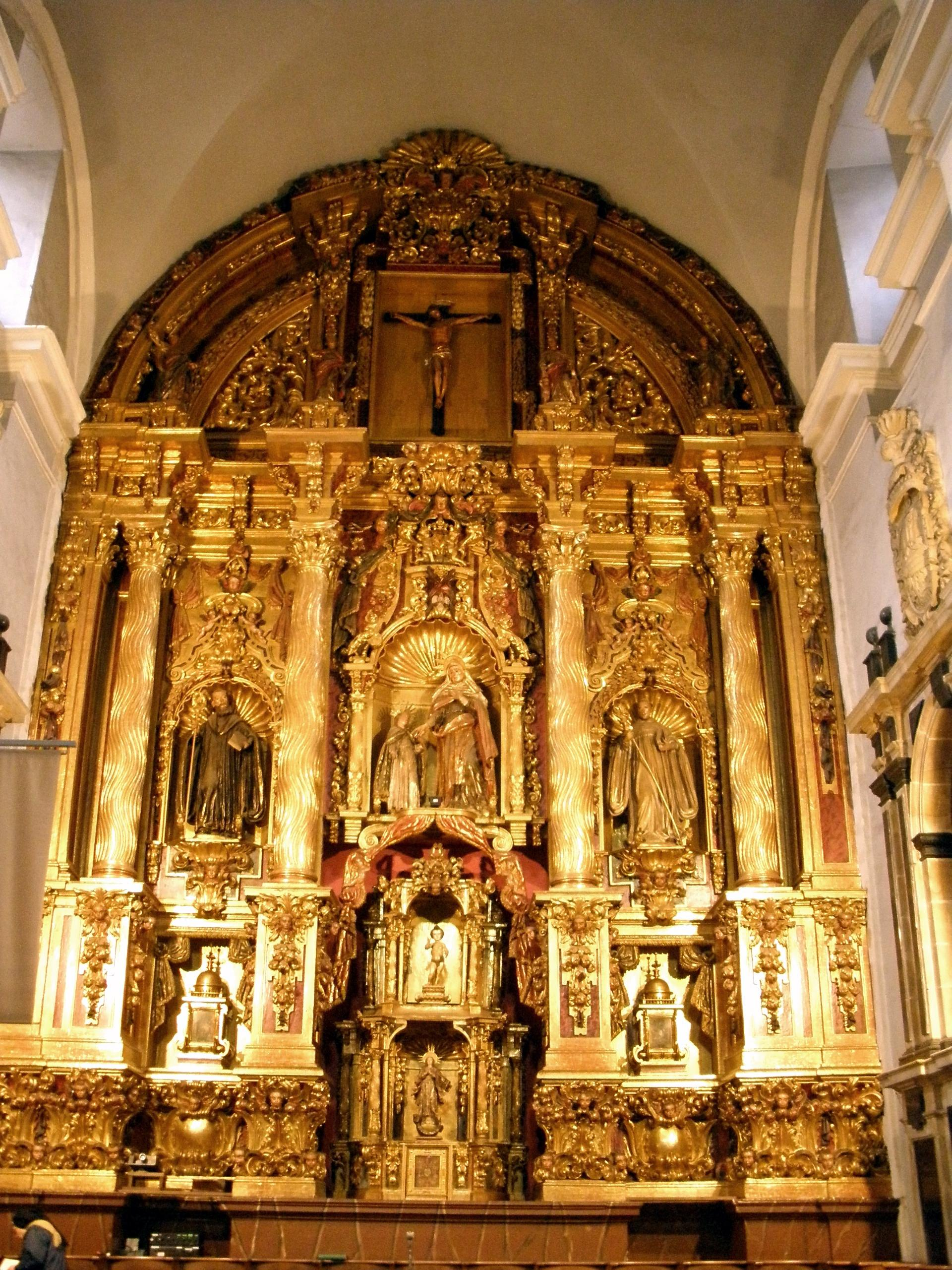
Retablo mayor
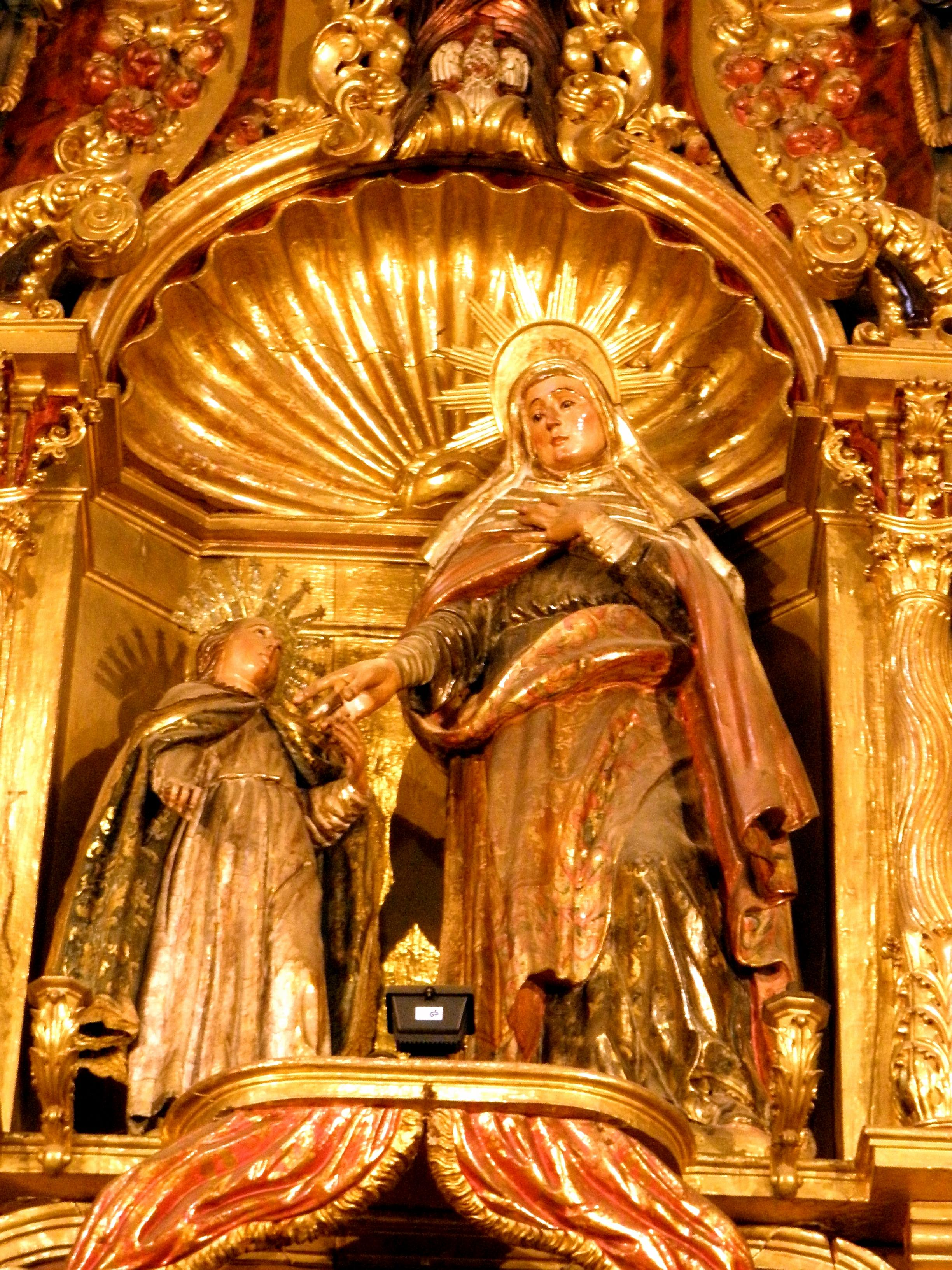
Retablo mayor, detalle, Santa Ana y la Virgen Niña
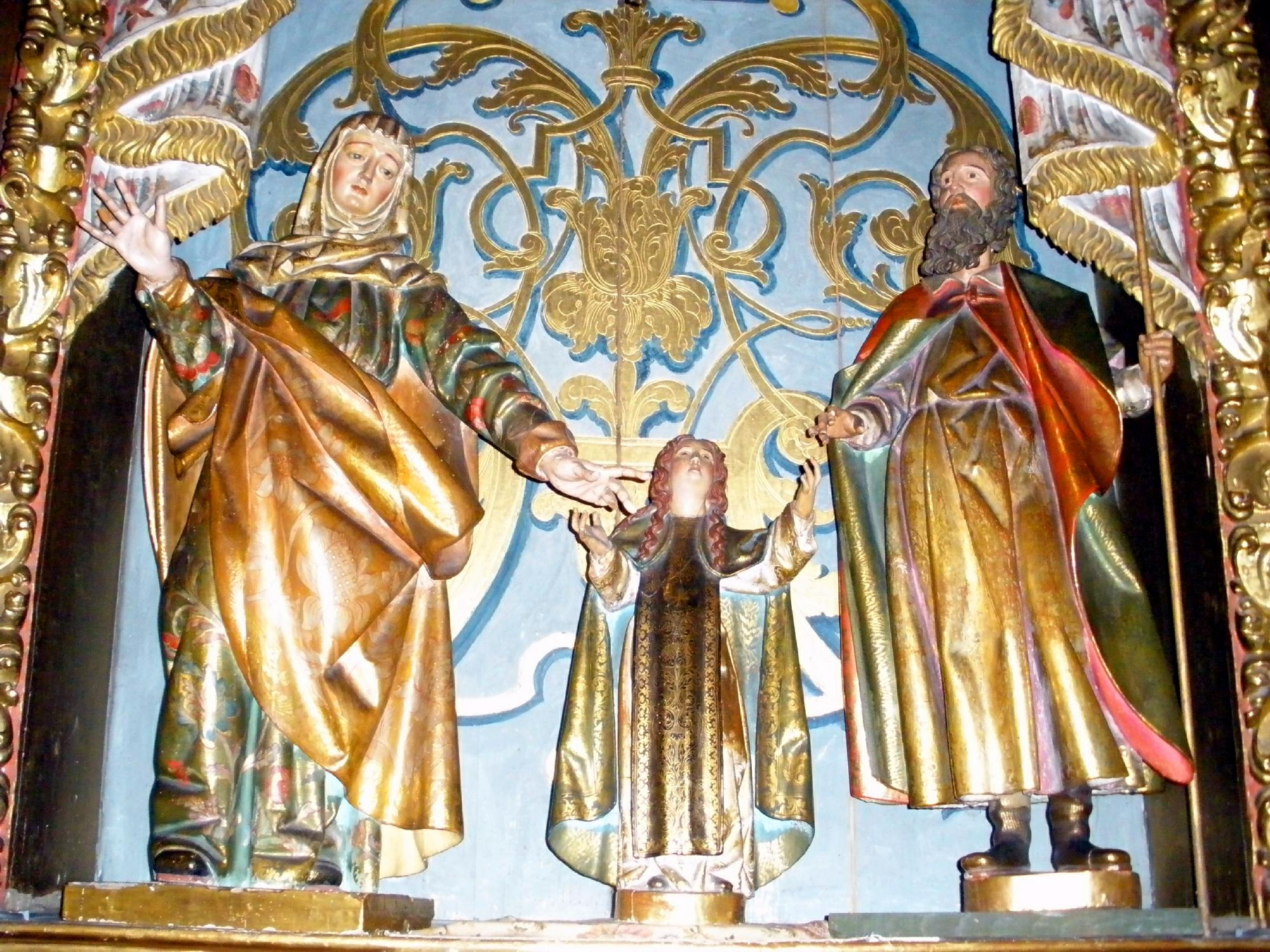
Retablo lateral, San Joaquín, Santa Ana y la Virgen Niña
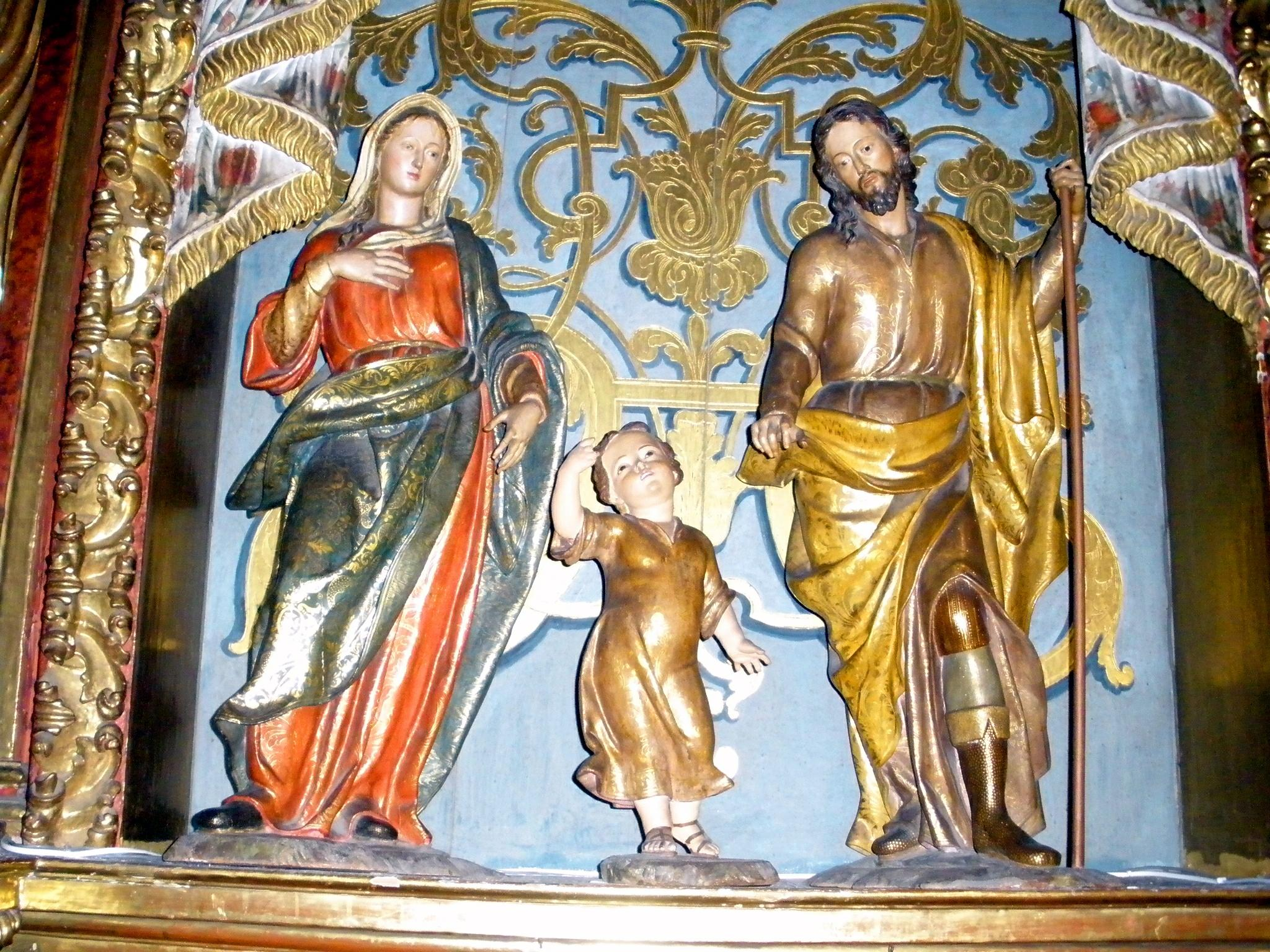
Retablo lateral, San José, Santa María y el Niño Jesús